# Hans Dominik
Hans (Joachim) Dominik (15. listopadu 1872 Zwickau – 9. prosince 1945 Berlín) byl německý spisovatel, autor vědeckofantastických a dobrodružných románů, populárně vědeckých knih a článků; vzděláním inženýr (v oborech elektrotechniky a strojírenství). Proslavil se především svými romány a povídkami žánru science fiction a utopie, které jsou v Německu populární do dnešních dnů. Řada jeho románů i povídek vyšla také v českém překladu, vesměs však už v období před druhou světovou válkou.

## Rodinný původ a studijní léta
Hans Dominik se narodil jako syn novináře a vydavatele Friedricha Wilhelma Emila Dominika (1844–1896) a jeho ženy Hedwig, rozené Mügge (1846–1919), 15. listopadu 1872 ve Zwickau (Sasko). Byl vnukem spisovatele dobrodružných románů Theodora Mügge.
Své mládí, stejně jako velkou část života, prožil v Berlíně. Navštěvoval několik gymnázií, mimo jiné i gymnázium Ernestinum ve městě Gotha, na kterém vyučoval matematiku a fyziku Kurd Lasswitz, další z průkopníků německé vědeckofantastické literatury. Toto setkání ovlivnilo Hanse Dominika na celý další život. Mimo to nechal Kurd Lasswitz také část svých literárních děl publikovat ve vydavatelství Dominikova otce.
Po absolvování maturity v roce 1893 studoval Hans Dominik na Technické univerzitě v Berlíně strojírenství se zaměřením na železniční techniku. Roku 1894 těžce onemocněl jeho otec a Hans Dominik musel přerušit svá studia, neboť touto nemocí těžce strádaly otcovy obchodní aktivity. Hans musel vydělávat peníze a pracoval jako elektrikář v Porýní do té doby, než mohl pokračovat ve studiu.
Roku 1895 podnikl svou první cestu do Ameriky. Při své další cestě do USA zde strávil celý rok a na živobytí si vydělával jako elektroinženýr. Ve Spojených státech získal mnoho technických i hospodářských poznatků a také poznal zemi, která byla zcela odlišná od tehdejšího Německa. Tyto zážitky se později promítly v sérii knih pro mládež John Workman, der Zeitungsboy (česky 1930 v jednom svazku jako Kamelot milionářem), v příběhu o úspěšném vzestupu kamelota, který se v Americe vypracuje až na milionáře.

## Povolání: technik (a novinářské začátky)
Roku 1898 opět přerušil svá studia a na základě lákavých nabídek z průmyslu pracoval jako elektroinženýr. Roku 1900 přešel Dominik k firmě Siemens & Halske do oddělení pro osvětlení a energie. Zde vypracoval důkladnou práci na téma elektrifikace v těžebním průmyslu pro Pařížskou světovou výstavu roku 1900 a následně na jeden rok převzal kancelář pro literaturu u Siemens & Halske. V roce 1905 změnil místo a stal se technickým oblastním reportérem v deníku Berliner Lokal-Anzeiger.
Od roku 1901 už vedle svého zaměstnání pracoval jako technický autor a reklamní textař. Velkému zájmu čtenářů se těšila jeho krátká pojednání v deníku Berliner Tageblatt, která nesla nadpisy jako Technische Märchen (Technické pohádky), Was sich die Oberleitung erzählt (O čem si vypráví nadzemní vedení) nebo Memoiren einer Taschenuhr (Memoáry kapesních hodinek). Jeho neobyčejně rychlá schopnost pochopení komplikovaných technických záležitostí spojená s talentem jejich jasného a přesvědčivého vysvětlení vešla brzy ve známost a přinášela mu stále nové nabídky.
Dominikovy první utopické povídky se objevovaly od roku 1907 v Das Neue Universum, populární ročence pro mládež.
Roku 1910 uzavřel manželství s Lieselotte Runge. Z něho vzešla jakožto jediný potomek dcera Lieselotte. Po vypuknutí první světové války byl na základě onemocnění páteře osvobozen od povinnosti narukovat a znovu pracoval pro elektrotechnickou firmu Siemens & Halske, tentokrát v oddělení telegrafie.
Přibližně v letech 1912 až 1919 napsal pro berlínské vydavatelství Duncker & Humblot téměř každý rok jeden román. Tato díla se však ještě nesetkala se žádným velkým úspěchem. Jen zřídka byla vydána více než jednou.

## Dramaturg a spisovatel na volné noze
Po skončení války byl Dominik v letech 1918 až 1920 činný jako dramaturg pro krátké filmy s technickou tematikou.
První utopický román Die Macht der Drei se objevil roku 1922 jako román na pokračování v časopise Woche a byl v témže roce vydán i v knižní formě. Velký úspěch, který se poté dostavil, učinil Dominika známým v širokých kruzích německého čtenářstva. Inflace ho však nejprve donutila k přijetí pevného zaměstnání. Teprve od roku 1924 mohl znovu pracovat jako spisovatel na volné noze. V rychlém sledu se objevily další romány s vědeckofantastickou tematikou, z toho mnohé ve velkém berlínském vydavatelství Augusta Scherla.
Také v období nacistického Německa zůstal Dominik úspěšným autorem. Čtyři z jeho knih dosáhly nákladu přes 100 000 výtisků, Land aus Feuer und Wasser dokonce více než 250 000 exemplářů. Ke svým 70. narozeninám obdržel blahopřejný telegram od ministra propagandy Josepha Goebbelse.

## Význam
Hans Dominik byl jedním z nejvýznamnějších průkopníků vědeckofantastické literatury v Německu. Jeho sci-fi romány a povídky se od začátku minulého století až do současnosti těší v Německu značné obliby. Byly tištěny ve vysokých nákladech a jsou stále znovu vydávány i v dnešní době. Vedle science fiction napsal Dominik také odborné příručky a články s technickohospodářským obsahem.

## Obsah a styl
Romány Hanse Dominika z dvacátých let 20. století byly ovlivněny tehdejším dobovým smýšlením v Německu. Hlavními postavami jsou nejčastěji němečtí inženýři či vědci, kteří musí své vynálezy a objevy bránit proti neprůhledným koncernům a nepřátelským národům. Po prohrané první světové válce naplňovaly Dominikovy romány německé národní sny mnoha čtenářů, ačkoliv v těchto románech nehrálo Německo jako národ prakticky žádnou roli – naopak: leitmotivem téměř všech románů je mezinárodní spolupráce (většinou při výzkumech), v mnoha románech je naznačena i sjednocená demokratická Evropa. Primárním cílem vynálezů a objevů je jejich mírové využití a částečně je i velmi zřetelné odmítání války (například v románu Das Erbe der Uraniden jde mimo jiné o zneužití atomové energie k válečným účelům a z toho pramenící roztrpčení jejího objevitele). V románu Atlantis je navzdory varováním drasticky rozšířen Panamský průplav za pomoci ohromného množství vysoce trhavé látky, následkem čehož unikne Golfský proud do Pacifiku, což na severní polokouli způsobí novou dobu ledovou. V poválečných vydáních se z chemické trhaviny stává výbušnina atomová.
Dalším opakujícím se motivem je určitá, obzvláště indická mystika, která se dnes zdá být v křiklavém protikladu k často střízlivému technicko-utopickému líčení děje: ve vyprávění se tak objevují témata jako „čtení myšlenek“, „věštění“ a „ovlivňování myšlenek“. V době, kdy Dominik psal své romány, však bylo takovéto mísení techniky s telepatií populární a bylo uvedeno např. v úspěšném dvojdílném filmu Doktor Mabuse, dobrodruh (Dr. Mabuse, der Spieler) režiséra Fritze Langa z let 1921 a 1922. Scéna s hypnózou v prvním díle „Dr. Mabuse“ (1921) se ve velmi podobné formě objevuje i v Dominikově románu Die Macht der Drei (1922) ve svatební scéně, ve které indický protagonista pomocí iluze zhypnotizuje svatební společnost, aby německému hrdinovi a jeho novomanželce umožnil započetí jejich svatební cesty.
V pozdějších vydáních byly romány často až drasticky pozměňovány, aby se dosáhlo jejich modernizace. Tak například Dominik popisuje v románu Wettflug der Nationen výhradně vrtulová letadla včetně z toho vyplývajících rychlostí a technických problémů. V nových vydáních se z nich stala proudová letadla s dvojnásobnými rychlostmi, což však ruší plynutí děje.
V románech se často objevují anglicismy popř. anglická úsloví.

## Pocty

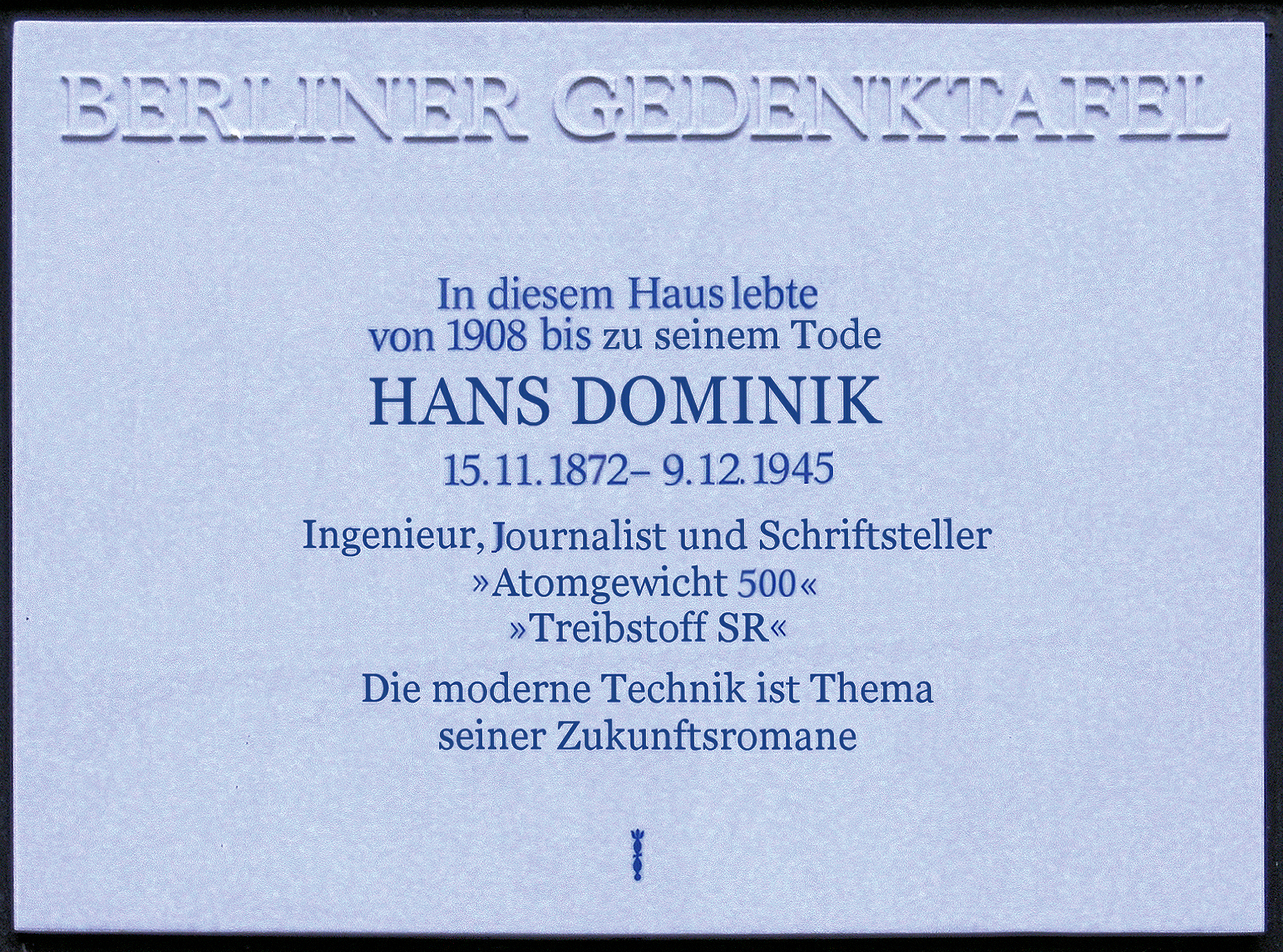
Pamětní deska na domě v Bogotastraße 2a v Berlíně-Zehlendorfu

Hrob Hanse Dominika se nachází na Berlínském hřbitově Zehlendorf pod číslem 009-83.
Na Bogotastraße 2a (někdejší Herderstraße) byla 2. července 1999 odhalena pamětní deska; Dominik zde žil od roku 1908 až do své smrti.

## Dílo
Zde uvedená díla odrážejí současný stav mapování literární pozůstalosti Hanse Dominika. Uvedeny jsou pouze rozsáhlejší a známé romány a povídky. Celkový rozsah jeho literárního díla je odhadován na několik tisíc článků, románů, povídek či dalších odborných knih a publikací.
Zohlednění českých vydání je patrně neúplné.

### Romány žánru science fiction
- 1921: Die Macht der Drei („Moc tří“); česky 1922, 1924 jako Páni světa
- 1923: Die Spur des Dschingis-Khan („Čingischánova stopa“); česky 1926 jako Východ proti západu
- 1924/25: Atlantis (po roce 1945 vydáváno v Německu také jako Minute X – „Minuta X“); česky 1926 jako Atlantis
- 1925/26: Der Brand der Cheopspyramide („Požár Cheopsovy pyramidy“); česky 1936 jako Požár Cheopsovy pyramidy
- 1926/27: Das Erbe der Uraniden („Dědictví Uranidů“); česky 1938 jako Dědictví Uranidů
- 1928: König Laurins Mantel („Plášť krále Laurina“) (po roce 1945 vydáváno v Německu také jako Unsichtbare Kräfte – „Neviditelné síly“); česky 1939 jako Tajemná záhada
- 1929/30: Kautschuk („Kaučuk“)
- 1932/33: Befehl aus dem Dunkel („Příkaz z temnoty“); česky 1937 jako Příkazy z temnot
- 1932/33: Der Wettflug der Nationen („Letecký závod národů“) Prof. Eggerth série, díl 1
- 1933: Ein Stern fiel vom Himmel („Hvězda spadla z nebe“) Prof. Eggerth série, díl 2
- 1934: Das stählerne Geheimnis („Ocelové tajemství“); česky 1936 jako Tajemství oceánu
- 1934/35: Atomgewicht 500 („Atomová hmotnost 500“)
- 1937: Himmelskraft („Nebeská síla“); česky 1940 jako Síly nebes
- 1938: Lebensstrahlen („Paprsky života“)
- 1939: Land aus Feuer und Wasser („Země z ohně a vody“) Prof. Eggerth série, díl 3
- 1939/40: Treibstoff SR („Pohonná látka SR“) (po roce 1945 vydáváno v Německu také jako Flug in den Weltenraum – „Let do vesmíru“ nebo Fahrt in den Weltraum – „Cesta do vesmíru“)

### Povídky a novely
Povídky a novely Hanse Dominika vycházely v ročence Das Neue Universum
- 1907: Die Nahrung der Zukunft („Potrava budoucnosti“)
- 1908: Die Reise zum Mars („Cesta na Mars“)
- 1909: Eine Reise im Jahre 1970 („Cesta v roce 1970“)
- 1910: Ein neues Paradies („Nový ráj“)
- 1911: Hundert Jahre Elektrotechnik („Sto let elektrotechniky“)
- 1913: Ein Experiment (zveřejněno anonymně)
- 1916: Gefährliche Augenblicke eines Kinoschauspielers („Nebezpečné okamžiky filmového herce“)
- 1917: Neuland („Nová země“)
- 1918: Eine Expedition in den Weltraum („Expedice do vesmíru“)
- 1919: Schätze der Tiefe („Poklady hlubin“)
- 1921: Zukunftsmusik („Hudba budoucnosti“)
- 1930: Dreißig Jahre später („O třicet let později“)
- 1930: Bei der verlorenen Mannschaft („U ztraceného mužstva“)
- 1933: Professor Belians Tagebuch („Deník profesora Beliana“)
- 1934: Ein Freiflug im Jahre 2222 („Volný let v roce 2222“)

### Další beletristická díla
- 1903: Technische Märchen („Technické pohádky“)
- 1903: Wissenschaftliche Plaudereien („Vědecké povídačky“)
- 1909: John Workmann, der Zeitungsboy („John Workmann, kamelot“) Svazek 1: Im Reich des Zeitungsriesen („V říši novinových obrů“)
- 1910: Unter Tage verschüttet („Zasypáno pod zemí“)
- 1911: Hochströme („Vysoká napětí“)
- 1912: Glück auf! („Zdařbůh!“)
- 1912: Die Madonna mit den Perlen („Madona s perlami“)
- 1912: Heilige Wasser („Posvátná voda“)
- 1913: Der eiserne Weg („Železná cesta“)
- 1913: Der Sieger („Vítěz“)
- 1913 Der Kreiselkompaß („Gyroskopický kompas“)
- 1913/14: Zauber des Südens („Kouzlo jihu“) (vydáno také pod názvem Alpenglühen – „Alpské červánky“)
- 1914: Versunkenes Land („Potopená země“)
- 1915: Klar zum Gefecht („Připraven k boji“)
- 1916: Das Eiserne Kreuz („Železný kříž“)
- 1916: Der eiserne Halbmond („Železný půlměsíc“)
- 1921: John Workmann, der Zeitungsboy („John Workmann, kamelot“) Svazek 2: Wanderjahre im Westen („Putovní léta po západě“)
- 1921: John Workmann, der Zeitungsboy („John Workmann, kamelot“) Svazek 3: Neue Wunder der Großindustrie („Nové divy velkoprůmyslu“)
- 1925: John Workmann, der Zeitungsboy („John Workmann, kamelot“) Svazek 4: Lehr- und Meisterjahre im Süden („Učňovská a mistrovská léta na jihu“) (a vyšlo také úplné vydání obsahující všechny 4 díly; česky 1930 jako Kamelot milionářem)
- 1928: Klaus im Glück („Hloupý Mikeš“)
- 1929/30: Moderne Piraten („Moderní piráti“); česky 1938 jako S.O.S. Moderní piráti
- 1941: Geballte Kraft („Sbalená síla“)
- 1938/41: Vom Schraubstock zum Schreibtisch („Od svěráku k psacímu stolu“) (Autobiografie)
- 1942: Das ewige Herz („Věčné srdce“)
- 1943/44: Wunder des Schmelztiegels („Zázrak tavného kotle“)

### Odborné publikace
- 1902: Was muß man von der Dampfmaschine wissen? („Co musí člověk vědět o parním stroji?“)
- 1902-05: Wissenschaftliche Plaudereien („Vědecké povídačky“)
- 1903: Was muß man von der Dynamomaschine wissen? („Co musí člověk vědět o dynamu?“)
- 1903: Was muß man von der Naturlehre wissen? („Co musí člověk znát z fyziky?“)
- 1904: Was muß man von der Organischen Chemie wissen? („Co musí člověk znát z organické chemie?“)
- 1905: Kalender für Ingenieure des Maschinenbaus („Kalendář pro strojní inženýry“)
- 1905: Kalender für Maschinenbautechniker („Kalendář pro strojírenské techniky“)
- 1908: Amüsante Wissenschaft („Zábavná věda“)
- 1908/09: Ein neues Schnellbahnsystem („Nový systém rychlodráhy“)
- 1915: Unsere Luftflotte und Flieger („Naše vzdušná flotila a letci“)
- 1921/22: Im Wunderland der Technik: Meisterstücke und neue Errungenschaften, die unsere Jugend kennen sollte („V zemi zázraků techniky: mistrovská díla a nové výdobytky, které by měla znát naše mládež“)
- 1925: Das Buch der Chemie: Errungenschaften der Naturerkenntnis („Kniha chemie: výdobytky poznání přírody“)
- 1925: Das Buch der Physik: Errungenschaften der Naturerkenntnis („Kniha fyziky: výdobytky poznání přírody“)
- 1925: Welten, Werke, Wunder („Světy, díla, zázraky“)
- 1927/28: Triumphe der Technik („Triumfy techniky“)
- 1929: Über und unter der Erde („Nad a pod zemí“)
- 1931: Ein Besuch im Kabelwerk („Návštěva v kablovně“)
- 1935/36: Vistra, das weiße Gold Deutschlands („Vistra, bílé zlato Německa“)